# Historia de Idaho
La historia de Idaho trata la historia humana en el área del actual estado de Idaho, uno de los Estados Unidos de América en el Noroeste del Pacífico del país. 

## Habitantes indígenas
Excavaciones recientes en Cooper's Ferry a lo largo del río Salmón en el oeste de Idaho, cerca de la ciudad de Cottonwood, han encontrado herramientas de piedra y fragmentos de huesos animales, posiblemente la más antigua evidencia de humanos en Norteamérica. Las tribus indígenas de Idaho en el pasado incluían los Nez percé y los Coeur d'Alene en el norte; y los pueblos Shoshón y Bannock en el sur.

## Exploración europea

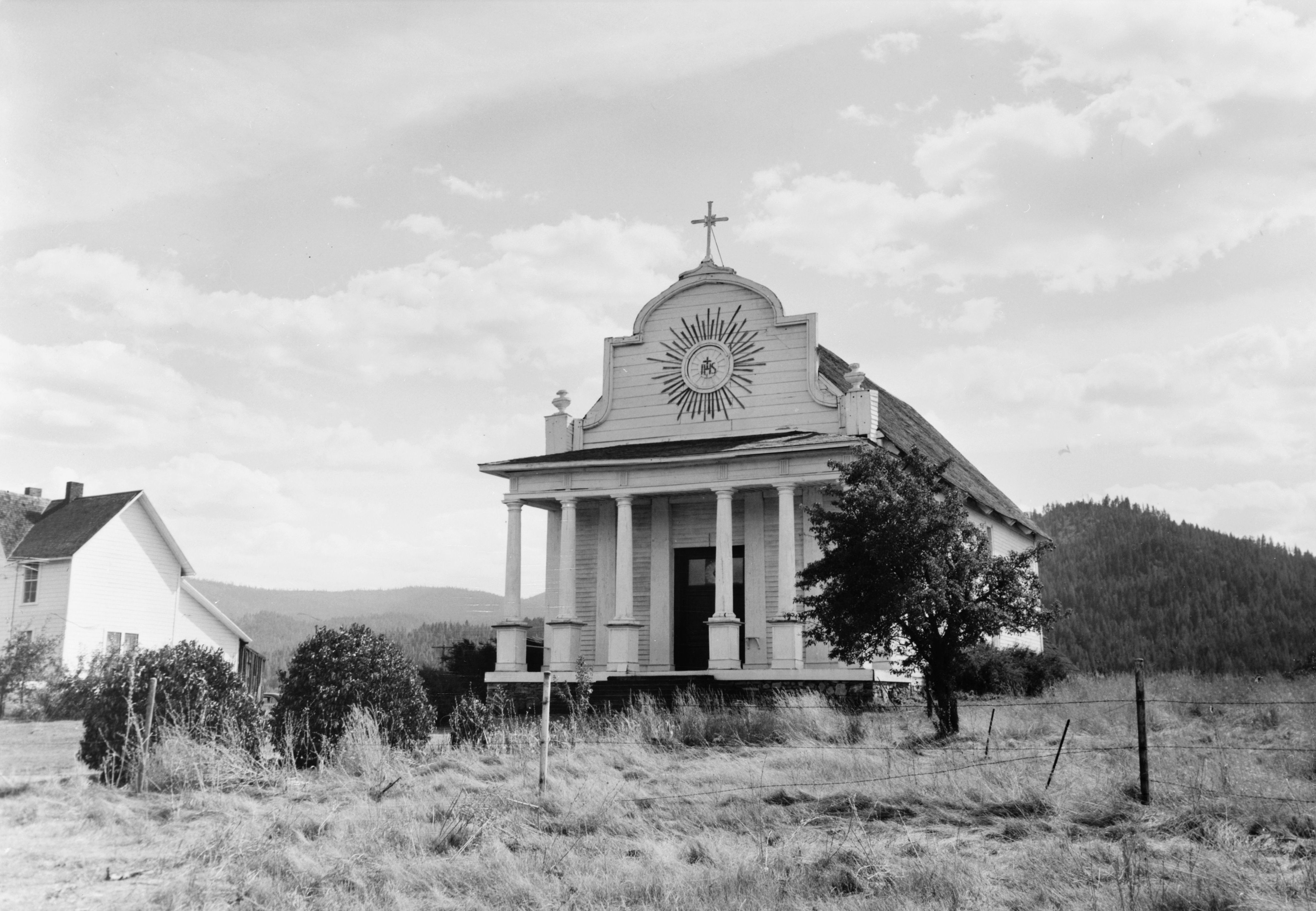
Una foto de la Misión Cataldo, el edificio más viejo de Idaho.

Idaho fue una de las últimas áreas en los Estados Unidos contiguos exploradas por los europeos. La expedición de Lewis y Clark entró en el área actual de Idaho el 12 de agosto de 1805, por el Paso Lemhi. Se creía que la primera expedición en el sur de Idaho fue el grupo de 1811 y 1812 guiado por Wilson Price Hunt que navegó el río Snake mientras intentaba encontrar un camino al oeste de San Luis a Astoria, Oregón. En ese tiempo, unos 8.000 indígenas vivían en la región.
El comercio de pieles provocó la primera incursión significativa de europeos en el área. Andrew Henry, de la Compañía de Pieles de Misuri (Missouri Fur Company), entró en la meseta del Río Snake en 1810. Construyó el Fuerte «Henry» en Henrys Fork, cerca del actual St. Anthony, Idaho. Pero el fuerte, la primera factoría estadounidense al oeste de las Montañas Rocosas, fue abandonado la primavera siguiente.
Para la década de 1820, la británica Compañía de la Bahía de Hudson entró en Idaho y controló el comercio en el área del Río Snake. La Compañía del Noroeste estableció un departamento en el área de Idaho en 1816, y Donald Mackenzie fue nombrado su jefe. Mackenzie se involucró en expediciones en el río Salmón y el río Clearwater.
Bajo Mackenzie, la Compañía del Noroeste era una fuerza dominante en el comercio de pieles en la región del Río Snake. Desde el Fuerte George en Astoria, Mackenzie guio comerciantes de piel a lo largo del río Snake en 1816-1818. El Fuerte Nez Perce, establecido en julio de 1818, se convirtió en el punto de parada para los grupos de Mackenzie. La expedición de 1818-1819 exploró las Montañas Blue, y viajó por el Río Snake al Río Bear y llegó a las cabeceras del Río Snake. Mackenzie quería establecer una ruta navegable en el Río Snake desde el Fuerte Nez Perce hasta el área de Boise en 1819. Aunque logró viajar por barco desde el río Columbia y el río Snake, concluyó que el transporte por agua era generalmente impráctico. Mackenzie celebró el primer Rendezvous de las Montañas Rocosas en la región del río Boise en 1819.
A pesar de sus esfuerzos, las compañías de piel estadounidenses tenían dificultades en mantener las líneas de suministro desde el sistema del río Misuri hasta las montañas del oeste. Sin embargo, los estadounidenses William H. Ashley y Jedediah Smith expandieron el comercio de pieles de San Luis en Idaho en 1824. En 1832, después del rendezvous de comerciantes en Pierre's Hole, celebrado en el actual Condado de Teton, una batalla intensa estalló entre los gros ventres y una gran partida de tramperos estadounidenses y sus aliados nez percé y flathead.
La perspectiva de la obra misionera entre los indígenas también atraía a muchos colonos a la región. En 1809, se construyó el Kullyspell House, el primer establecimiento de blancos y la primera factoría en Idaho. En 1836, el pastor Henry H. Spalding estableció una misión protestante cerca de Lapwai, donde imprimió el primer libre en Idaho, estableció su primera escuela, desarrolló su primer sistema de riego, y creció sus primeras papas. Narcissa Whitman y Eliza Hart Spalding fueron las primeras mujeres blancas en Idaho.
La Misión Cataldo, el edificio más viejo sobreviviente en Idaho, fue construida por misioneros católicos y los indígenas Coeur d'Alene. En 1842, el padre Pierre-Jean De Smet, junto con el padre Nicholas Point y el fray Charles Duet, eligió un sitio para una misión en el Río Saint Joe. La misión se trasladó una corta distancia en 1846 después de varias inundaciones. A lo largo del tiempo, la Misión Cataldo se convirtió en una parada importante para comerciantes, colonos, y mineros. Además de funcionar como lugar para cansarse, también ofrecía suministros necesarios y servía como un puerto para barcos viajando por el río Coeur d'Alene.
Durante este tiempo, la región era parte del territorio desorganizado llamado el Territorio de Oregón, reclamado por ambos los Estados Unidos y Gran Bretaña. Los Estados Unidos ganaron una jurisdicción indiscutible sobre la región en el Tratado de Oregón de 1846. Las fronteras originales del Territorio de Oregón en 1848 incluían todos los tres estados del Noroeste Pacífico. En 1853, áreas al norte del paralelo 46 fueron organizadas en el Territorio de Washington, dividiendo el actual estado de Idaho. El área del estado fue reunido en 1859.
Aunque miles de colonos pasaron por Idaho en la Senda de Oregón o durante la fiebre del oro de California de 1849, poca gente se asentó allí. En 1860, la primera de muchas fiebres del oro en Idaho inició en Pierce en el actual Condado de Clearwater. Para 1862, asentamientos en el norte y sur del estado se habían formado alrededor del auge de minería.

## Asentamiento por pueblos no indígenas

### La Iglesia de Jesucristo de los Santos de los Últimos Días
Misioneros de la Iglesia de Jesucristo de los Santos de los Últimos Días establecieron el Fuerte Lemhi en 1855, pero el asentamiento no duró mucho tiempo. El primer pueblo organizado en Idaho fue Franklin, establecido en abril de 1860 por pioneros mormones que creían estar en el Territorio de Utah. Pioneros mormones establecerían la mayoría de las comunidades modernas en el sureste de Idaho, incluyendo Ammon, Blackfoot, Chubbuck, Firth, Idaho Falls, Iona, Pocatello, Rexburg, Rigby, Shelley, y Ucon.

### Los ingleses
Muchos inmigrantes ingleses se asentaron en el actual estado de Idaho a fines del siglo XIX y a principios del siglo XX, donde encontraban más derechos de propiedad y pagaban menos impuestos que en Inglaterra.  Muchos venían de orígenes humildes, y lograrían éxito en Idaho.

### Los alemanes
Muchos granjeros alemanes se asentaron en el actual Idaho simultáneamente. Los colonos alemanes eran principalmente luteranos, pero además había cantidades de católicos. En partes del Norte de Idaho, el alemán fue la lengua dominante hasta la Primera Guerra Mundial, cuando los germano-estadounidenses fueron presionados a usar el inglés. Hoy, una quinta parte de los habitantes de Idaho es de origen alemán.

### Los irlandeses
Muchos irlandeses inmigraron a Norteamérica después de la Gran hambruna irlandesa, y muchos migraron al oeste en búsqueda de tierras para cultivar. Muchos llegaron a Idaho, donde la Iglesia Católica ya tenía una presencia en el norte y el este del estado, y por eso muchos irlandeses católicos se asentaron en Boise.

### Los africanos
York, esclavo de William Clark y miembro del Cuerpo de Descubrimiento durante su expedición al Pacífico, fue el primer afroestadounidense conocido en Idaho. Hoy en día, hay una población considerable de afroestadounidenses en Idaho que desciende de los que llegaron al oeste después de la abolición de la esclavitud. Muchos se asentaron cerca de Pocatello y eran rancheros, entretenedores, y granjeros. Aunque libres, se enfrentaron la discriminación en el siglo XX. La población negra de Idaho sigue creciendo mientras muchos vienen al estado para oportunidades educativas, para servir en las fuerzas armadas, y para otras oportunidades de empleo.

### Los vascos
Los vascos de Iberia, eran tradicionalmente pastores de ovejas en Europa. Vinieron a Idaho en búsqueda de oportunidades. Una de las comunidades vascas más grandes de América está en Boise, el que tiene un museo vasco y celebra  un festival vasco cada año.

### Los chinos
A mediados del siglo XIX, muchos chinos vinieron a América para trabajar en los ferrocarriles y abrir empresas. Sufrieron de discriminación debido al Anti-Chinese League (Liga contra los chinos), que quería limitar los derechos y oportunidades de los inmigrantes chinos.

## El Territorio de Idaho

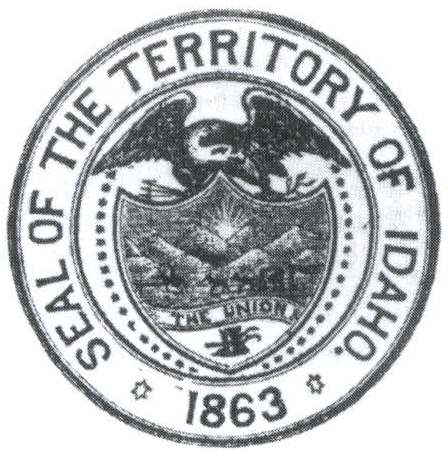
Sello del Territorio de Idaho, 1863-1866

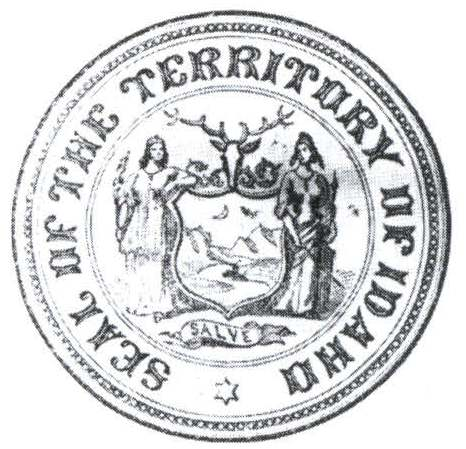
Sello del Territorio de Idaho, 1866-1890

El 4 de marzo de 1863, el presidente Abraham Lincoln firmó una ley creando el Territorio de Idaho de partes del Territorio de Washington y el Territorio de Dakota, estableciendo su capital en Lewiston. El original Territorio de Idaho constaba de la mayoría de las áreas de los actuales estados de Idaho, Montana, y Wyoming, y tenía una población de menos de 17.000. El Territorio de Idaho asumió las fronteras del estado moderno en 1868, y fue admitido a la Unión como un estado en 1890.
Cuando Idaho se convirtió en un territorio, la legislatura se asentó en la ciudad de Lewiston. Sin embargo, Boise estaba creciendo debido al descubiertamiento de oro, y en 1864 la capital se trasladó a Boise.
Sin embargo, el traslado de la capital a Boise creó muchos problemas en el territorio, debido a la ubicación de Boise en el extremo sur del Territorio. Problemas de comunicación entre el norte y el sur hicieron que parte del territorio de Idaho fuera trasladada a otros territorios.

## Los Años Tempranos del Estado de Idaho
Cuando el presidente Benjamin Harrison admitió Idaho como estado de los Estados Unidos el 3 de julio de 1890, la población era de 88,548 personas. George L. Shoup fue el primer gobernador del estado, pero renunció después de unas semanas para asumir un escaño en el Senado de los Estados Unidos. El republicano Willis Sweet fue el primer congresista de Idaho, representando todo el estado de 1890 a 1895. Enérgicamente exigió la "Plata Libre," o la acuñación ilimitada de la plata como moneda corriente, para inyectar dinero en la industria de minería de plata en el Oeste, pero fue derrotado por partidarios del patrón oro.

### Levantamientos de los mineros
Durante sus primeros años como estado, Idaho sufrió de disturbios laborales en el distrito minero de Coeur d'Alene. En 1892, mineros empezaron una huelga que se convirtió en una guerra abierta entre los mineros sindicalistas y las guardias de la compañía. Los dos bandos se acusaron mutuamente de haber iniciado la lucha. Los primeros disparos ocurrieron en la mina Frisco en la Cañon Burke al norte y este de Wallace. La mina Frisco estalló, y los guardias de la compañía fueron tomados como presos. Pronto la violencia se había extendido a la comunidad cercana de Gem, donde sindicalistas intentaron identificar un espía de la Pinkerton quien había infiltrado su sindicato y estaba pasando información a los operadores de la mina. Pero el agente Charlie Siringo se escapó. La huelga obligó a la mina de Gem a cerrar, y entonces viajó al oeste hacia Wardner, y cerró una facilidad allí. La Guardia Nacional de Idaho y tropas federales fueron desplegadas al área, y mineros sindicalistas y sus simpatizantes fueron arrestados.
Hostilidades surgieron otra vez en la instalación Bunker Hill en 1899, cuando 17 mineros sindicalistas fueron despedidos por haberse unido a un sindicato. Otros mineros fueron obligados a salir. Miembros enfadados del sindicato se unieron en el área y destruyó el Bunker Hill Mill, matando a dos hombres.
En ambos conflictos, las quejas del sindicato incluían el sueldo, las horas de labor, el derecho de mineros para pertenecer al sindicato, y el uso de espías y agentes por los dueños de la mina. 
Mediante la Federación de Mineros del Oeste (WFM), las batallas en Idaho se ataron a una gran lucha de mineros en Colorado. Los levantamientos de mineros culminaron en el asesinato en diciembre de 1905 del exgobernador Frank Steuenberg por Harry Orchard, un miembro del WFM quien se indignó por los intentos de Steunenberg de suprimir el levantamiento de mineros de 1899.
En 1907, el secretario tesorero del WFM "Big Bill" Haywood y does otros líderes del WFM fueron juzgados por conspiración para matar a Steunenberg, y Orchard testificó en su contra como parte de un trato con el investigador del caso. El equipo defensor presentó evidencia de que Orchard fue un agente de la Pinkerton que había trabajado como un informador por la Asociación de Dueños de Minas de Cripple Creek, y que su real motivo fue venganza contra Steuenberg por haber declarado la ley marcial, la que causó que Orchard perdiera una acción en la Mina Hercules que lo habría hecho rico.
Dos de los líderes del WFM fueron absueltos, y el tercero fue suelto. Orchard fue condenado a la muerte, pero pasó el resto de su vida en una prisión en Idaho.

### La minería en Idaho
La minería en Idaho era una industria poderosa en Idaho, el que produjo 19 por ciento de todo el oro en los Estados Unidos en 1860-1866. La región de Coeur d'Alene proporciona el 80 por ciento de la producción minera en Idaho.

## La política progresista
Idaho abrazó muchas políticas progresistas, como el sufragio femenino (1896) y la prohibición de alcohol (1916) antes de que estos fueran leyes federales. 
La eugenesia también era una gran parte del movimiento progresista. En 1919, la legislatura de Idaho aprobó una ley para permitir la esterilización forzosa de personas en manicomios. El gobernador D. W. Davis vetó la ley, sin embargo. Equal Protection clause of the US Constitution. En 1925,la legislatura aprobó una ley revisada de eugenesia, adaptada para evitar la oposición de Davis. La ley creó un consejo estatal de eugenesia, encargado de la «esterilización de los discapacitados mentales, locos, epilépticos, criminales habituales, degenerados morales, y pervertidos sexuales quienes amenazan la sociedad, y provisión de maneras para identificar tales personas».
Entre 1932 y 1964, 30 mujeres y 8 hombres fueron esterilizados en Idaho bajo esta ley. La ley fue derogada formalmente en 1972.

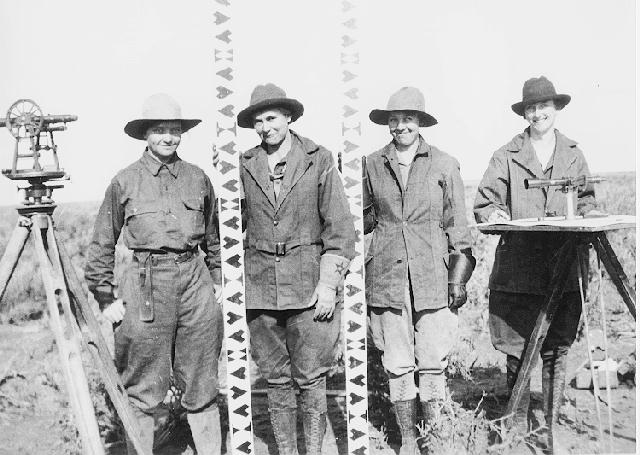
Un equipo femenino de encuestas en Idaho en 1918.

Después de convertirse en estado, la economía de Idaho se alejó de la minería hacia la agricultura. Comunidades mineras como Silver City y Rocky Bar dieron paso a comunidades agrícolas como Nampa y Twin Falls. La Presa Milner en el Río Snake, construida en 1905, permitió la formación de varias comunidades agrícolas en la región del Magic Valley, la que antes era casi despoblada.
Mientras tanto, unas ciudades mineras se reinventaron como comunidades turísticas, como en el Condado Blaine, donde el centro de esquí Sun Valley abrió en 1936. Otras comunidades se convirtieron en despoblados.

## ElsigloXXI
En el norte, la minería siguió siendo una industria importante durante décadas. El cierre del complejo minero Bunker Hill en el Condado de Shoshone en la década de 1980 casi arruinó la economía del área. Desde entonces, un aumento del turismo en el norte de Idaho ha ayudado a recuperar la economía de la región. Coeur d'Alene, un pueblo lacustre turístico, es un destino para visitantes al área.
A partir de la década de 1980, hubo un aumento en el norte de Idaho de grupos de extrema derecha y grupos políticos "survivalistas", en particular la Nación Aria, un grupo neonazi. 
En 1992, tuvo lugar un enfrentamiento entre alguaciles de Estados Unidos, el FBI y el supremacista blanco Randy Weaver y su familia en su recinto en Ruby Ridge, cerca de la ciudad de Naples en el norte de Idaho. El tiroteo subsiguiente causó las muertes de un alguacil y el hijo y esposa de Weaver. La lucha atrajo atención nacional y generó una considerable controversia sobre cuál era la fuerza aceptable a emplear por el gobierno federal en tales situaciones.
En 2001 el recinto de la Nación Aria, entonces en Hayden Lake, Idaho, fue confiscado, y la organización se mudó del estado.
La población de Idaho en el siglo XXI ha sido descrita como dividida por líneas geográficas y culturales, ya que el centro del estado está poco poblado. La población norteña se orienta hacia Spokane, Washington, la población mormona del sureste hacia Utah, y Boise ha sido descrito como casi una ciudad-estado.
- Bibliography of Idaho history
- History of the Western United States
- List of people from Idaho
- Territorial evolution of Idaho
- Timeline of Boise, Idaho